# 马昌营镇
马昌营镇是中国北京市平谷区下辖的一个镇，位于平谷西南部，与顺义区接壤。

## 行政区划
马昌营镇下辖17个村委会：
马昌营、王各庄、毛官营、东双营、西双营、东陈各庄、圪塔头、前芮营、后芮营、南定福庄、北定福庄、薄各庄、天井、王官屯、西陈庄、西海子、魏辛庄。